# Najstarsza synagoga w Jarosławiu
Najstarsza synagoga w Jarosławiu została zbudowana w roku 1640. Nie zachowały się żadne przekazy dotyczące jej wyglądu. Do II wojny światowej znany był pochodzący z tego obiektu modlitewnik pergaminowy z 1695.
Ze względu na nadany miastu w 1571 r. przywilej de non tolerandis Judaeis (powtórzony w 1630, 1676 i 1704), synagoga powstała na przedmieściu. Od 1704 r. miejscowym rabinem był Jeszaja z Krakowa, a po nim od 1737 – przybyły z Nowego Sącza Mojżesz Jehoszyja. Rabini jarosławscy podlegali rabinom przemyskim i zaspokajali potrzeby religijne ponad stu rodzin żydowskich.